# プラチナファンタジイ
プラチナファンタジイは早川書房が2004年から2009年に刊行した英語圏のファンタジー文学を翻訳刊行した叢書。
ハヤカワ文庫FT内の文庫内レーベルとして開始されたが、のちに、単行本で刊行された。

## 刊行リスト
- 奇術師 クリストファー・プリースト 、古沢嘉通訳 ハヤカワ文庫 FT  2004/2/10
- 魔法の眼鏡 ジェイムズ・ブレイロック、 中村融訳 ハヤカワ文庫FT  2004/3/24
- 鎮魂歌 グレアム・ジョイス 、 浅倉久志訳 ハヤカワ文庫FT  2004/5/25 - 英国幻想文学大賞受賞
- 未来少女アリス ジェフ・ヌーン、 風間賢二訳 ハヤカワ文庫 FT  2004/6/24
- 双生児 クリストファー プリースト 古沢嘉通訳 単行本 2007/4/1 のちハヤカワ文庫FT 2015年
- マジック・フォー・ビギナーズ ケリー・リンク 、 柴田元幸訳　単行本 2007/7/1
- 英国紳士、エデンへ行く マシュー・ニール 、 宮脇孝雄訳 単行本 2007/10/25
- 夏の涯ての島 イアン・ R・マクラウド 浅倉久志訳　単行本 2008/1/9
- エア ジェフ・ライマン , 古沢嘉通・三角和代訳 単行本 2008/5/23
- マーブル・アーチの風 コニー・ウィリス, 大森望訳　単行本 2008/9/25
- ペルディード・ストリート・ステーション チャイナ・ミエヴィル, 日暮雅通訳 単行本　2009/6/25 - 英国幻想文学大賞受賞